# عواقب (فیلم ۲۰۱۹)
عواقب یا پیامد (به انگلیسی: The Aftermath)، یک فیلم در ژانر درام رمانتیک به کارگردانی جیمز کنت و محصول سال ۲۰۱۹ آمریکا، انگلستان و آلمان است. فیلم‌نامه این فیلم توسط جو شرپنل و آنا واترهاوس بر اساس رمانی به همین نام نوشته ریجیان بروک به رشته تحریر درآمده است. کیرا نایتلی، الکساندر اسکاشگورد و جیسون کلارک بازیگران اصلی فیلم هستند. عواقب نخستین بار در جشنوراه فیلم گلاسگو به روی پرده رفت و سپس در تاریخ ۱۵ مارس ۲۰۱۹ توسط فاکس سرچلایت پیکچرز به صورت جهانی اکران شد. فیلم با واکنش متوسطی از سوی منتقدان همراه بود.
سکانس‌های برهنه کیرا نایتلی در فیلم توجهات زیادی جلب کرد. نایتلی در طی مصاحبه‌ای، ضمن دفاع از فیلم اعلام کرد که بعد از این اثر، دیگر در فیلمی به صورت برهنه بازی نخواهد کرد. نایتلی گفت که بعد از مادر شدن این تصمیم را گرفته و این موضوع ارتباطی به فضای پشت صحنه این فیلم ندارد.